# Little Rock (Schiff, 1945)

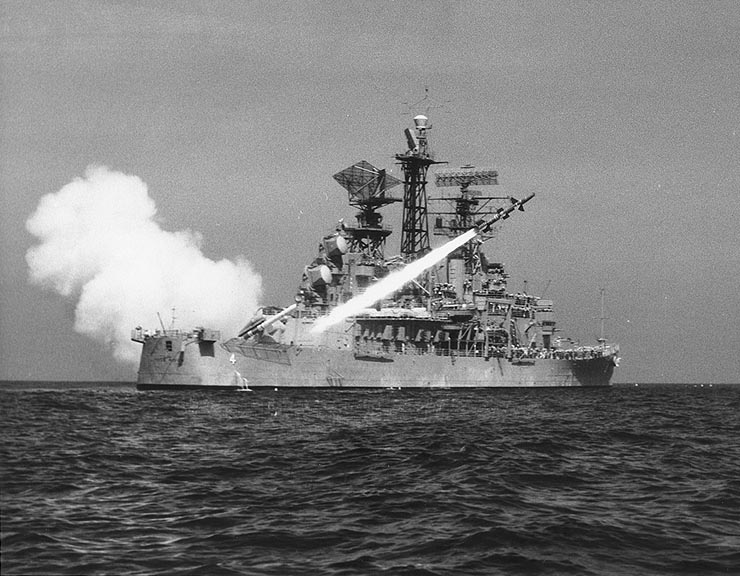
USS Little Rock (CLG-4) beim Raktenabschuss 1961

Die USS Little Rock (CL-92/CLG-4/CG-4) ist ein außer Dienst gestellter Leichter Kreuzer der United States Navy, der seit 1977 ein Museumsschiff ist. Es ist das einzige erhaltene Exemplar der Cleveland-Klasse.

## Technik
Für ausführliche Angaben siehe den Artikel zur Schiffsklasse: → Cleveland-Klasse

## Geschichte

### Bau
Der leichte Kreuzer wurde bei der Cramp Shipbuilding-Werft in Philadelphia am 6. März 1943 auf Kiel gelegt und hatte seinen Stapellauf am 27. August 1944. Die Indienststellung erfolgte am 17. Juni 1945. Die USS Little Rock wurde nach der Stadt Little Rock im US-Bundesstaat Arkansas benannt.

### Umbau
Am 24. Juni 1949 wurde das Schiff erstmals außer Dienst gestellt. In den 1950er Jahren wurde sie in der New-York-Shipbuilding-Werft zu einem Lenkwaffenkreuzer der Galveston-Klasse umgebaut. Sie erhielt anstelle der achteren 152-mm-Geschütze einen Zwillingsstarter für radargesteuerte Flugabwehrraketen vom Typ RIM-8 Talos und anstelle des zweiten schweren vorderen Geschützturms größere Brückenaufbauten mit Stabsräumen, um sie als Flaggschiff einsetzen zu können.
Noch während des Umbaus wurde das Schiff am 23. Mai 1957 zur CLG–4 umklassifiziert. Der Umbau wurde am 19. Dezember 1959 fertiggestellt und am 3. Juni 1960 erfolgte die neuerliche Indienststellung.
Am 1. Juli 1975 wurde die Little Rock nochmals umklassifiziert und erhielt die Bezeichnung CG–4.

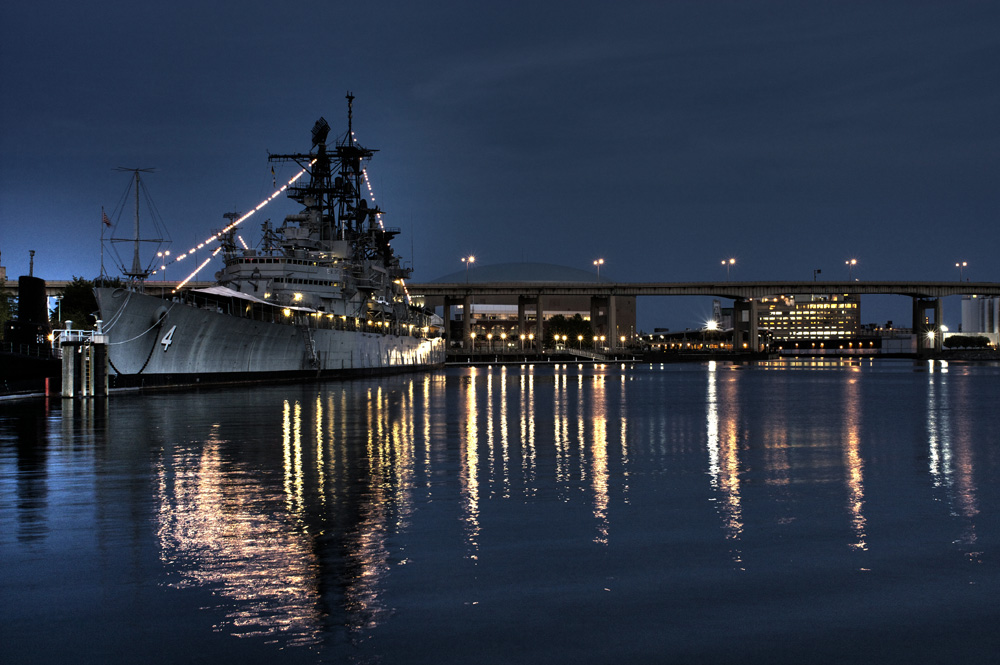
Die Little Rock als Museumsschiff in Buffalo

### Museumsschiff
Das Schiff wurde am 22. November 1976 endgültig außer Dienst gestellt und 1977 von der Stadt Buffalo / New York erworben. Seit dem 1. Juni 1977 liegt die Little Rock neben dem Zerstörer The Sullivans und dem U-Boot Croaker als Museumsschiff im „Buffalo and Erie County Naval & Military Park“ am Ufer des Eriesees.